# ベルトスクロールアクションゲーム
ベルトスクロールアクションゲームとは、コンピュータゲームの一ジャンルの名称であり、アクションゲームの一種である。「ベルトフロアアクション」や省略形の「ベルトスクロール」「ベルトアクションゲーム」「ベルスク」と呼ばれる事がある。英語圏で「Beat 'em up」と呼称されるジャンルについても類似性から後述する。

## 概要
次々と現れる敵を格闘技などを駆使して倒しながら、横長ベルト状のフィールドを右方向に進行してクリアを目指すアクションゲーム、または類似したゲームシステムを持つゲーム。遠近感のある背景の描かれたサイドビューのフィールドを、キャラクターが上下移動することによって、疑似的に奥行きを表現している。
当ジャンルの黎明期は「格闘ゲーム」もしくはそれに類似する呼ばれ方をしていたが、同ジャンルのファイナルファイトの成功と、対戦型格闘ゲームの隆盛により「ファイナルファイト型」呼称が増加し、ベルトコンベアを想像させるゲーム展開からゲームのフィールドを「ベルトフロア」と呼ぶようになり、そこからジャンル名として「ベルトフロアアクション」が使われ始め、やがてフロアの文字が抜け「ベルトアクション」や「ベルトスクロールアクション」へと変化していった。語源や出典がわからないままジャンル名だけが広がった結果、当ジャンルのベルトの意味の解説は媒体や記事によって異なりを見せている。ベルト状のフィールドをスクロールさせて進める。ベルトコンベアーのように一方通行に進む。その他多くの説が乱立している状態である。

## 歴史
1986年にアーケードで稼働開始した『熱血硬派くにおくん』によってサイドビューに奥行きをもたせたベルト型フィールドと、一人で多人数を相手に投げ・コンボ攻撃・ジャンプ攻撃といった手段で相手を倒すという、今でも多くのベルトスクロールアクションゲームに受け継がれる基礎となるシステムが確立される。
1989年12月にアーケードで稼働開始した『ファイナルファイト』の成功によって他社からも類似作品（例：バーニングファイト, ベア・ナックル, ラッシング・ビート）が量産され、90年代には100タイトル以上のベルトスクロールアクションゲームがリリースされ、アクションゲームの1ジャンルとして確立する。しかしその後はアーケードゲーム業界の衰退とポリゴンによる3D表現の進化とゲームの多様化に伴い、ベルトスクロールアクションは2Dシューティングゲームなどと共にドット絵時代の古いジャンルの一つとして衰退していった。
2010年代に入ると、PCの性能向上やUnityやUnreal Engineといったツールのおかげでゲームの開発が安価かつ手軽になり、日本の元ベルトスクロールアクション開発者や幼少の頃に遊んで影響を受けた海外インディーズ開発者を中心に、システムを現代風にアップグレードした作品（例：ドラゴンズクラウン）や、オマージュ作品（例：Fight'N Rage、The TakeOver）や、正式ライセンス作品（例：ベア・ナックルIV、River City Girls）が発売されている。

## よくある仕様
1. 主に敵を全滅させることによって次のエリアまたはシーンに進むことができる。場面によっては、特定の敵を倒す、規定数の敵を倒す、ギミックを起動させる、横道に入る、先に進むなどの代替条件が存在する。条件を満たしたら次の場面に行き、そして徐々に難易度が上がる、というのをエンディングまで繰り返すというのがゲームの大まかな流れである。
2. 攻撃は主に格闘技と拾った武器による。左記に当てはまらないゲームでの攻撃方法は、基本的にそれぞれのゲームの世界観に準ずる（ファンタジーの世界観をもつゲームにおいては剣と魔法の組み合わせ等）。
3. 攻撃ボタン連打によるコンボ攻撃がメインで、コンボを最後まで当てると敵が転倒するようになっている。
4. 攻撃されずに敵に近づくことに成功すればつかみ状態になり、そこから投げや近接攻撃に移行できる。
5. 2Dの場合は、上下左右にフィールドを動いたりジャンプすることができるが、左右しか向く事の出来ない。このタイプのゲームは、自機と敵のY座標（通称：ライン）を合わせることによって、攻撃を当てることができるシステムとなっている。
6. 3Dの場合は、3D空間を移動し、どの方向にも向くことが出来るので、ベルトスクロールや決まったラインという概念はない。
7. 体力回復アイテムが存在し、なおかつそれが食べ物系である場合、飲料物や野菜などの軽食は回復量が低く、豪勢な料理ほど回復量が多い。特に肉料理や原始肉はほぼ満タンまで回復する。

## Beat 'em up
多数の敵を相手にしながら進むスタイルのアクションゲームの英語圏での呼称。読み方は、ビートゼムアップ、ビートエムアップ、ビーテムアップなど。直訳すると「奴らをたたきのめす」。基本的には「ベルトスクロールアクションゲーム」とほぼ同じジャンルであるが、「ベルトスクロールアクションゲーム」には通常含まれない、敵に触れるだけでダメージを受ける昔からのアクションゲームだったり（例：スパルタンX, スプラッターハウス, ムーンウォーカー）、敵全員を倒す必要のないが多数の敵を同時に相手にするアクションゲーム（例：スプラッターハウス, ムーンウォーカー, 無双シリーズ）もこのジャンルに含まれる。詳細は英語のWikipediaページ参照。